# مسجد بيت الرحمن
مسجد بيت الرحمن ( House of the Gracious ) يقع في سيلفر سبرينج بولاية ماريلاند في الولايات المتحدة.
افتتح المسجد ميرزا طاهر أحمد، إمام الجماعة الأحمدية الراحل، في 14 أكتوبر 1994، المسجد تديره الجماعة الأحمدية . حضر حفل الافتتاح ما يقارب بنحو 5000 أحمدي وضيوف من جميع أنحاء الولايات المتحدة.

## أنظر أيضا
- الإسلام في ولاية ماريلاند
- قائمة المساجد في الولايات المتحدة
- الأحمدية
- الأحمدية في الولايات المتحدة
- قائمة مباني ومنشآت الجماعة الإسلامية الأحمدية

## روابط خارجية
- صورة للمسجد في بانوراميو